# Cloef-Atrium
Das Cloef-Atrium ist ein aus zwei Teilgebäuden bestehendes Tagungs- und Veranstaltungszentrum der Gemeinde Mettlach im Kurort Orscholz.

## Lage und Umgebung
Das Bauwerk liegt im Dreiländereck Deutschland – Luxemburg – Frankreich und ist umgeben vom Naturpark Saar-Hunsrück. Es liegt zudem einige Gehminuten vom Aussichtspunkt Cloef entfernt. 
An das Gelände des Cloef-Atriums grenzen zwei große öffentliche Parkplätze an.

## Gebäude und Ausstattung
Das am Wald gelegene Cloef-Atrium ist aus Holz und Glaselementen erbaut. Schlanke Rundstützen aus Holz stützen eine Überdachung. 
Das Cloef-Atrium verfügt über zwei Gebäudeteile. In seinem größeren Gebäudeteil befinden sich Veranstaltungsräumen in unterschiedlicher Größe und Ausstattung, von 530 m² bis zu 30 m² Fläche. Im größten Veranstaltungssaal befindet sich eine Bühne von 60 m² Fläche. Im Obergeschoss gliedert sich ein Restaurant mit 140 Sitzplätzen an.
Der kleinere Gebäudeteil bietet im Erdgeschoss die Tourist-Info der Gemeinde Mettlach mit integrierter Weinbar. Daran angrenzend liegt das Bistro Mirabelle mit 80 Sitzplätzen. Im Obergeschoss befinden sich die Büroräume der Saarschleife Touristik.

## Galerie

Ansichten des Cloef-Atriums
Gesamtansicht beider Gebäudeteile
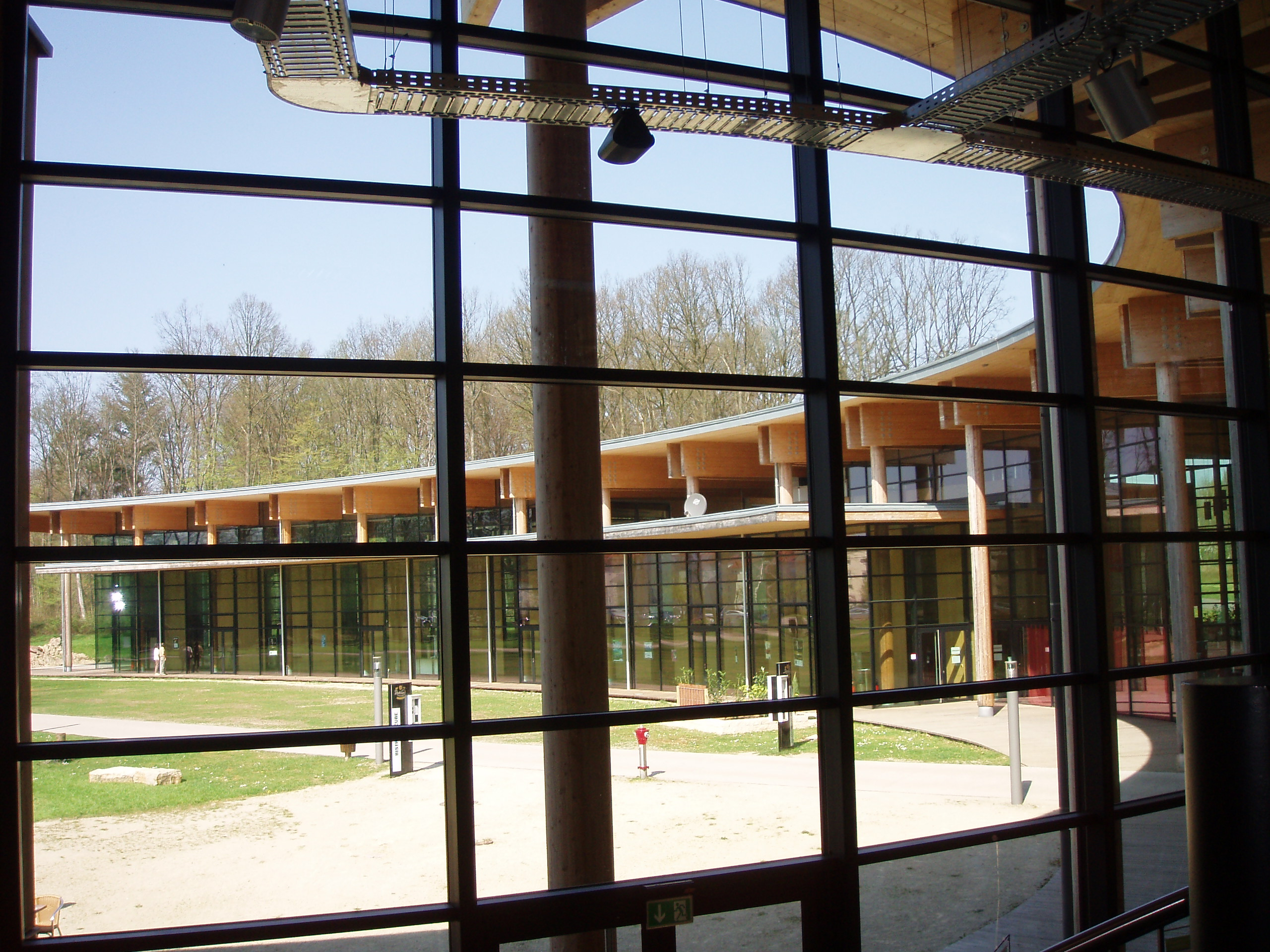
Blick aus dem Cloef-Atrium
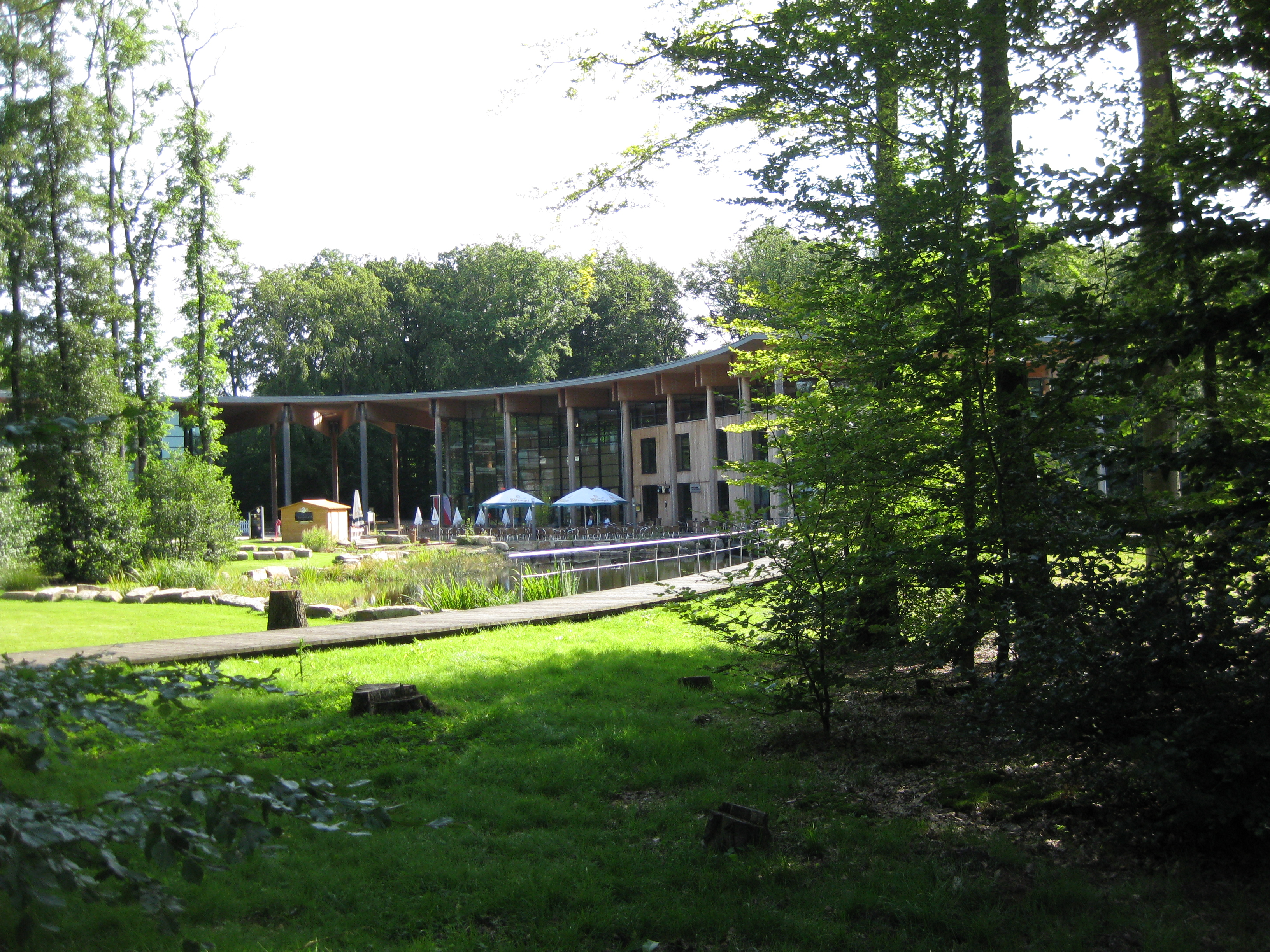
Cloef-Atrium